# Национальный исторический музей Армении

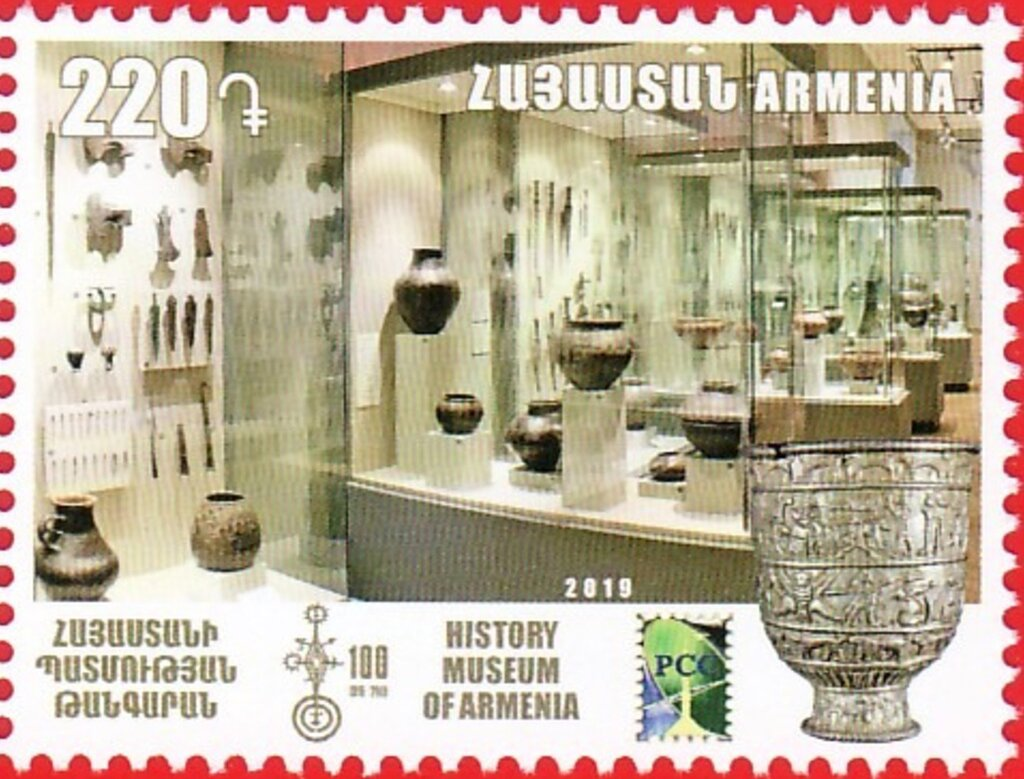
100 лет Музею истории Армении, Почта Армении, 2019

Музей Истории Армении (арм. Հայաստանի պատմության թանգարան) — главный исторический музей Армении. Расположен в городе Ереван, на площади Республики и занимает нижние два этажа здания.

## История
9 сентября 1919 года парламент Первой Республики Армения основало Музей истории Армении. Музей открылся для посетителей 20 августа 1921 года. Его первым директором был Ерванд Лалаян. Первоначально названный Этнографическо-антропологическим музеем-библиотекой, он несколько раз переименовывался: сначала в Государственный центральный музей Армении (1926), затем в Исторический музей (1935), Государственный исторический музей Армении (1962), Культурно-исторический музей (2000) и, наконец, в Исторический музей Армении (с 2003 года). Музей был сформирован с использованием коллекций Армянского этнографического общества Кавказа, Нор-Нахичеванского музея армянских древностей, Музея древностей Ани и Вагаршапатского хранилища древних рукописей. Первоначальная коллекция насчитывала 15 289 предметов.
В 1935 году ЦК Коммунистической партии Армении учредил отдельные музеи. Эти музеи получили предметы, которые изначально были частью Музея истории Армении: 
- Музей искусств Армянской ССР был организован по Отделу искусств Музея истории (нынешняя Национальная галерея Армении) и получил 1660 предметов.

- Музей литературы (нынешний Музей литературы и искусства Чаренца) был образован из Отдела литературы Музея истории и получил 301 предмет и 1298 рукописей.

- Государственный музей этнографии был основан в 1978 году и получил 1428 предметов и 584 фотографии.

## Экспозиция
Составлен на основе коллекций армянского этнографического общества, Нахиджеванского музея армянских древностей, Анийского музея, Эчмиадзинского матенадарана. В музее — около 400 000 предметов национального наследия, распределенных по следующим разделам: археология, этнография, нумизматика, документы коллекции пополняются за счет закупок, подарков, находок в древних поселениях на основной территории Армении.
В музее представлены предметы материальной культуры, обнаруженные на территории Армении и относящиеся к периодам, начиная с каменного века до конца XIX века.